# Dibden Purlieu
Dibden Purlieu è un paesino dell'Hampshire, in Inghilterra.

## Amministrazione

### Gemellaggi
- Mauves-sur-Loire, Francia